# Émile Morlaix
Émile Morlaix est un sculpteur français, né le 19 mars 1909 à Lille (Nord) et mort le 10 juin 1990 dans le 13e arrondissement de Paris.

## Biographie
Émile Morlaix est l'élève d'Aimé-Gustave Blaise à l'école des beaux-arts de Lille en compagnie de René Leleu, Gérard Choain, Lucien Fenaux et Gaston Watkin. Entré à l'École des beaux-arts de Paris, il intègre les ateliers de Paul Landowski et de Marcel Gaumont. Lauréat du second grand prix de Rome de 1937 avec Apollon et les Muses, il devient professeur de sculpture à l'école des beaux-arts de Lille.
Il travaille aussi bien la taille directe que le modelage, exécute des bronzes mais aussi de nombreuses œuvres en céramique ou en grès émaillé.
Émile Morlaix reçoit des commandes dans le département du Nord (Lille et Douai) mais ses œuvres sont aussi présentes dans le reste de la France : Monument à la Résistance à Menton, groupe des Trois Grâces à Amiens. Le Mémorial aux déportés de Ravensbrück, inauguré au cimetière du Père-Lachaise à Paris, représente deux mains liées sortant d'un bloc de pierre.

## Hommage
Une rue de la ville de Douai porte son nom.

## Œuvres dans les collections publiques
- Ablain-Saint-Nazaire, Notre-Dame-de-Lorette : Table d'orientation, 1976.
- Amiens :
  - cimetière de La Madeleine : Charles-Gabriel Vérecque, médaillon en bronze ornant sa tombe.
  - rue du faubourg de Hem : Poséidon enfant, fontaine, sculpture en pierre.
  - Trois Grâces, fontaine, sculpture en pierre.
  - cité scolaire sud : La Femme dans la création, 1953, bas-relief.
- Armentières, église paroissiale Saint-Roch : René Doudermy, 1949, buste en bronze[3].
- Anzin, musée Théophile-Jouglet : Le Grisou, grès.
- Aunay-sur-Odon, Le cuisinier , hôtel de la place, 1949, sculpture en pierre.
- Bapaume : Monument commémoratif à Abel Guidet, 1948, bronze.
- Bayeux, rue du Général de Dais : Statue d'Alain Chartier, 1947, sculpture en pierre.
- Boulogne-Billancourt.
- Boulogne-sur-Mer, place Frédéric-Sauvage : La Boulonnaise, haut-relief, 1954.
- Douai, musée de la Chartreuse :
  - Jeune Fille à la toilette, bronze[4]
  - Vierge à l'enfant, faïence[5].
  - bibliothèque Marceline Desbordes-Valmore : Bas-relief des muses, 1955.
  - Lycée de garçons : décorations, avec Robert Bouquillon, Albert Bouquillon, Georges Delplanque et Binet[6].
- Dunkerque (Mardyck) : église Saint-Nicolas, Christ en croix et bénitier[7].
- Fourmies.
- Fretin : église Saint-Martin, bas-relief représentant saint Martin[8].
- Grande-Synthe, église Saint-Jacques : fronton[9].
- Lambersart, église de Notre-Dame de Fatima : Vierge et Christ en croix[10].
- Lewarde, centre historique minier : Mineur à genou.
- Lille :
  - Monument à Pierre Legrand, bronze.
  - jardin Vauban : Édouard Lalo, 1968, médaillon.
  - palais des beaux-arts :
    - Apollon et les Muses,  1937, haut-relief, plâtre original ;
    - Le génie de la patrie
    - Apollon, buste en bronze ;
    - Buste de femme, plâtre original ;
    - Wissembourg, maquette du monument aux morts de Wissembourg, plâtre original ;
    - Trois Baigneuses, groupe en pierre.
- Menton, Monument aux morts, 1939-1945[11]
- Nœux-les-Mines, Monument aux morts, 1956[11]
- Paris :
  - musée d'Art moderne de la ville de Paris.
  - cimetière du Père-Lachaise : Mémorial aux déportés de Ravensbrück.
- Petite-Synthe, église Saint-Nicolas : Statue de Saint-Nicolas, 1960[12].
- Ronchin : église du Christ-Ressuscité, bénitiers et chandeliers[13].
- Saverne : Monument aux morts, 1956[11]
- Valenciennes.
- Wattrelos, école Léo-Lagrange, bas-relief.
- Wissembourg : Monument aux morts, bronze.